# Мантие
Мантие (серб. мантије, босн. mantije) — сербская и боснийская выпечка с начинкой из мясного фарша или сыра. В Сербии мантие лепят из квадратиков теста с начинкой, укладывают на блюдо и выпекают. В Боснии и Герцеговине начинка уладывается на тонко раскатанный лист теста, края которого обязательно должны свисать со стола, затем заворачивается в длинный и тонкий рулет, и он нарезается на маленькие кусочки. Обычно при подаче их поливают йогуртом, в который добавляют чеснок.
По всей Сербии можно найти полуфабрикаты из замороженных мантие, изготовленных по оригинальному рецепту.
Мантие были названы в честь одежды православных священников — мантии. Происхождение самого слова можно найти в греческом слове mantion, что означает «халат» или «скручивание».

## Пазарские мантие
Пазарские мантии или санджакские мантии — фирменное блюдо городской кухни Нови-Пазара. Это блюдо из слоёного теста и мясного фарша.
Пазарские мантии, то есть традиционный способ приготовления этого блюда в Новом Пазаре, были включены в список нематериального культурного наследия Сербии в 2012 году.
Мантие является частью ежедневного рациона, а также блюдом, приготовленным во время важных семейных событий, в первую очередь у боснийского населения в Нови-Пазаре (юго-западная Сербия). Оригинальные мантии делаются только из говядины, что характерно для мусульман. Появились также рецепты с овечьим сыром или капустой.

## Галерея

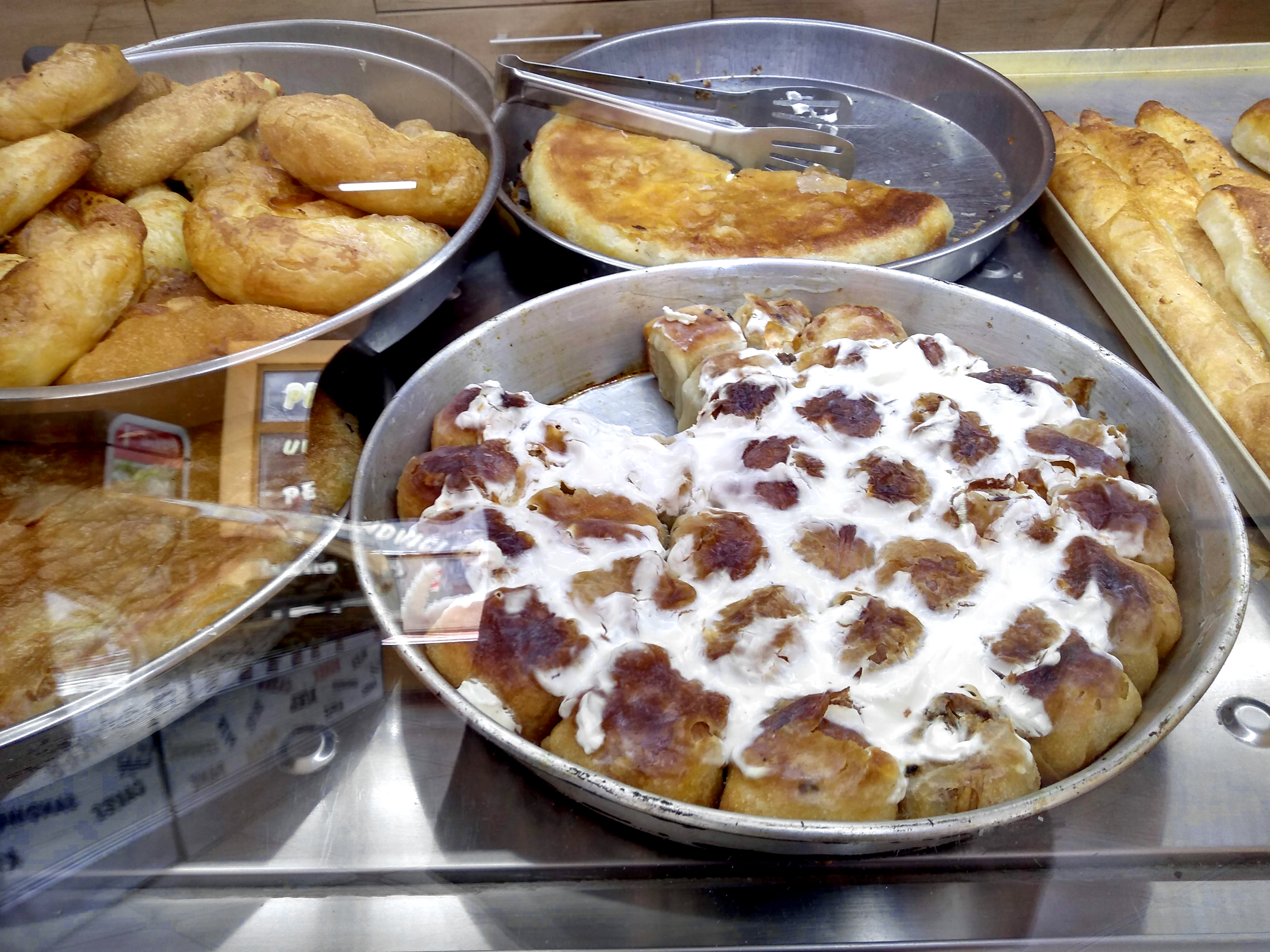
Традиционные пазарские мантие политые йогуртом
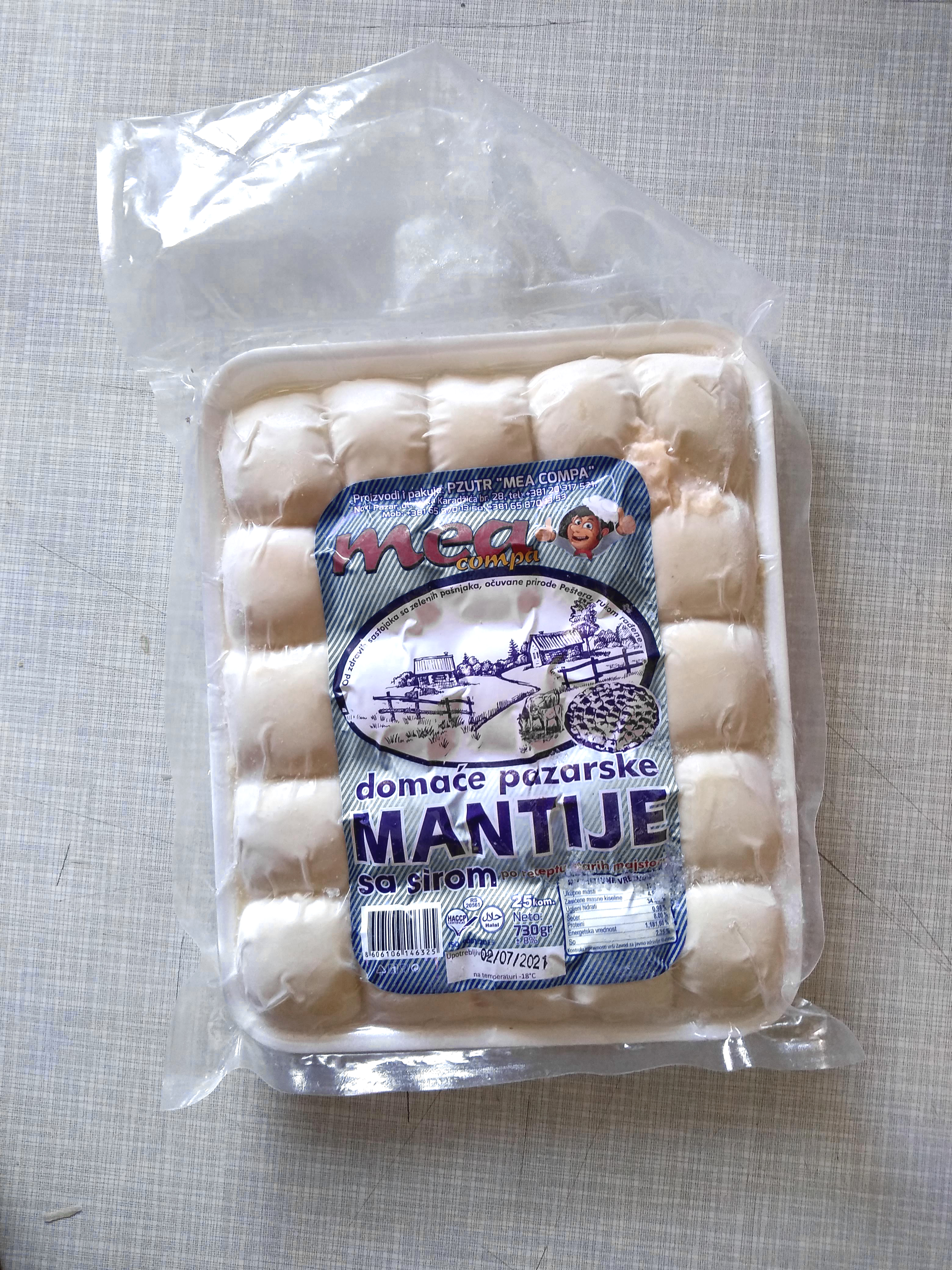
Полуфабрикаты, замороженные мантие
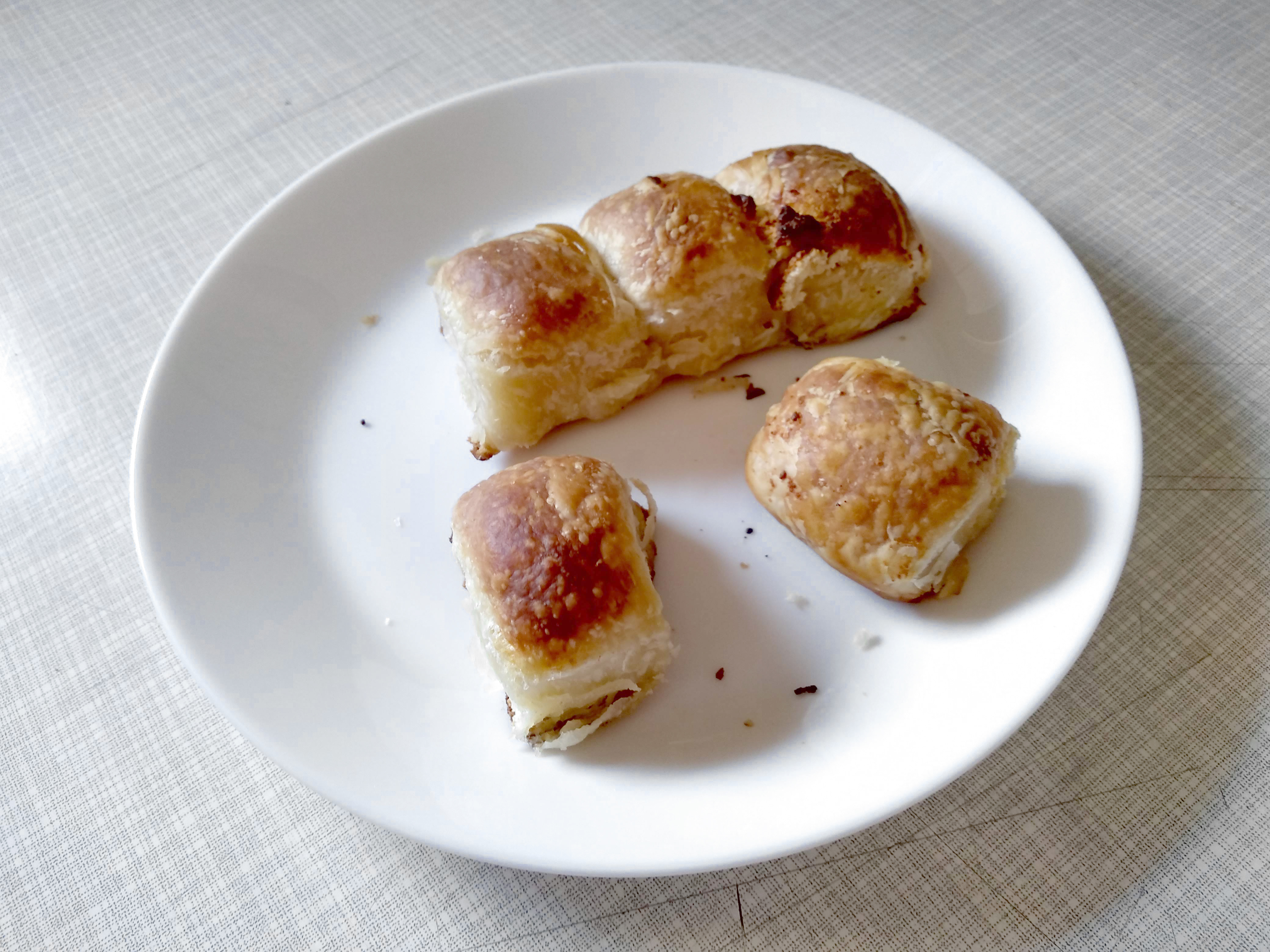
Традиционный завтрак
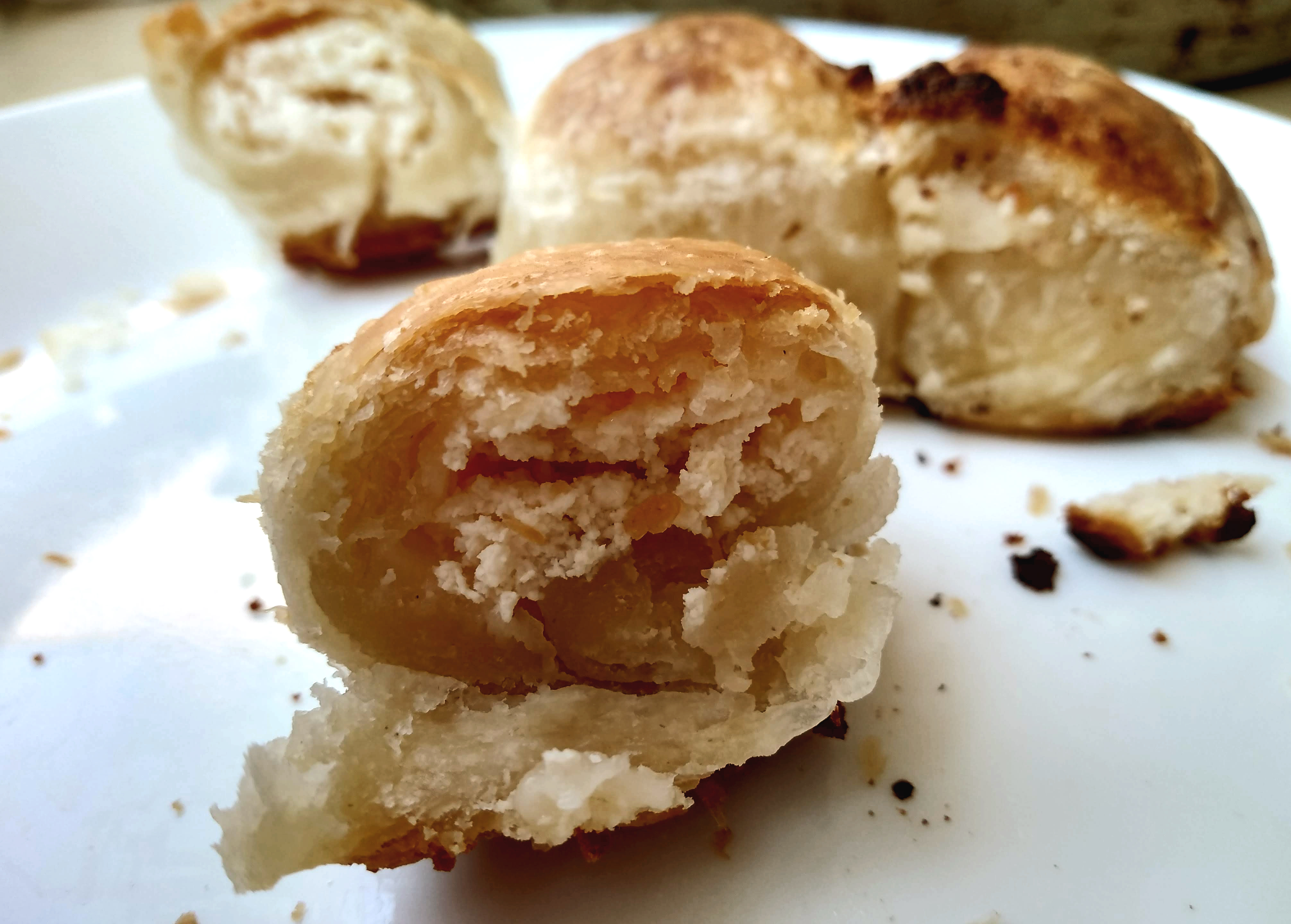
Мантие с сыром